# 呋喃西林

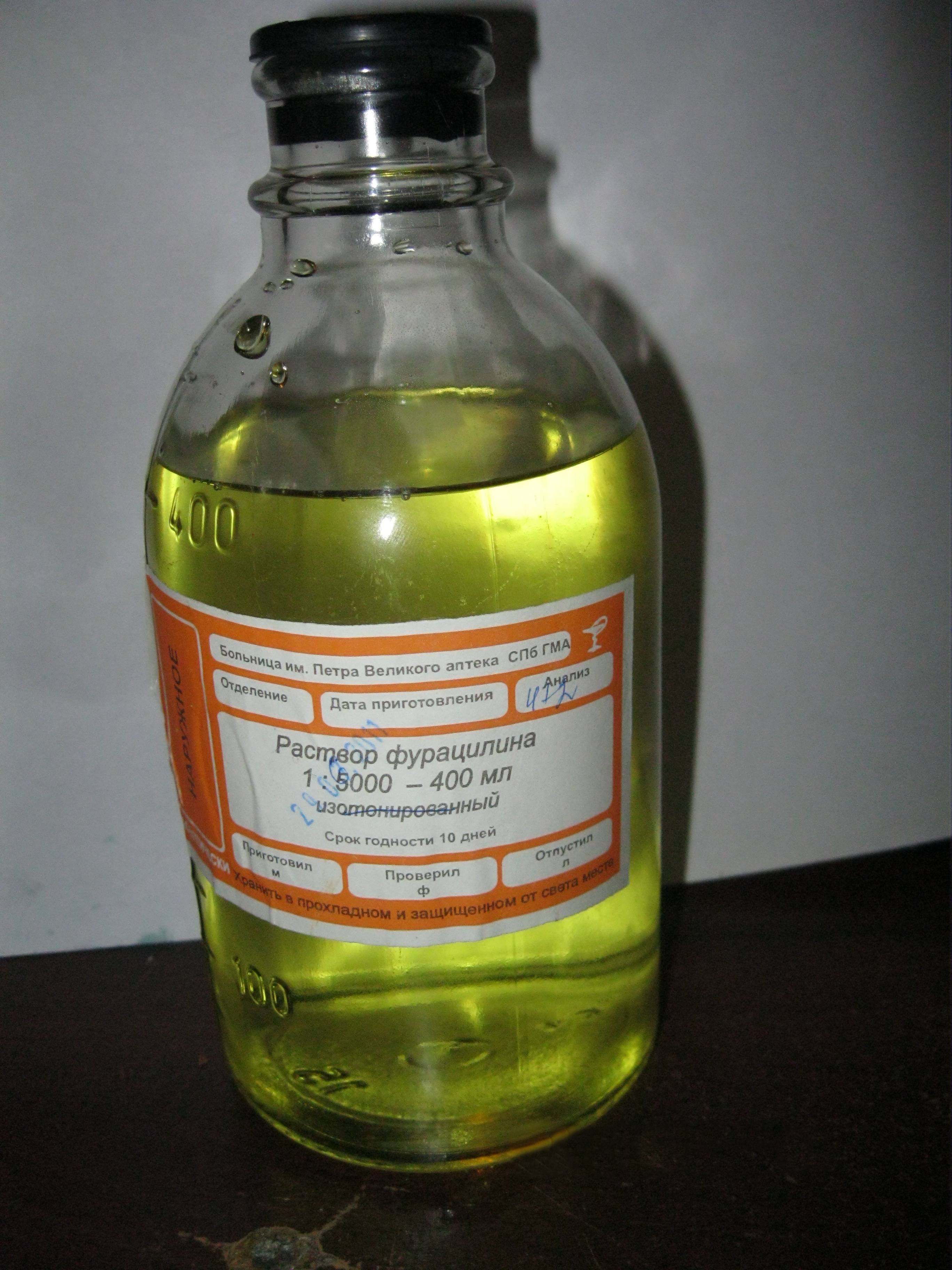

呋喃西林（Nitrofural、Nitrofurazone或Furacilin，商品名Furacin）是一种用做抗菌药的杀菌性化合物，大多数商品为膏状。呋喃西林对革兰阳性、阴性菌均有抑制作用。纯净物为透明鹅黄色。
在医学上，由于有更加安全高效的药物，呋喃西林的使用频率在降低。在美国，呋喃西林已经停产。
此外，呋喃西林还经常与盐酸麻黄碱组成五官科常用的复方呋麻滴鼻液。

## 合成
呋喃西林的合成路线：